# Chelonus nigritibialis
Chelonus nigritibialis är en stekelart som beskrevs av Abdinbekova 1971. Chelonus nigritibialis ingår i släktet Chelonus och familjen bracksteklar. Inga underarter finns listade i Catalogue of Life.